# Кампен (Оверейсел)
Кампен (нід. Kampen, МФА: [ˈkɑmpə(n)]) — місто та муніципалітет у провінції Оверейсел, Нідерланди. Місто розташоване у нижній течії річки Ейссел і в XV столітті входило до Ганзейської ліги.
Населення муніципалітету Кампен у 2019 році становило 53 779 осіб і займає площу 161,79 квадратних кілометрів. Кампен розташований на північному заході Оверейселя і є найбільшим містом в цьому регіоні. У самому місті Кампен проживає близько 37 000 мешканців. Кампен має один з найбільш збережених старих міських центрів Нідерландів, включаючи залишки старовинної міської стіни (з яких досі збереглися три брами) та численні церкви. У період з XIV по XVI століття було найбільшим містом Північних Нідерландів. Місто розташоване приблизно за 90 км на північний схід від Амстердама. Традиційно жителі Кампену розмовляють різновидом салландського діалекту, відомим під назвою «камперс».

## Історія

### Середньовіччя
До 1150 року на місці, де зараз знаходиться Кампен, вже були дерев'яні будівлі. Назва Кампен, однак, не згадується до 1277 року. З 1236 року місто має міські права. Завдяки зручному розташуванню на жвавому торговому шляху між Зайдерзе і Рейном, Кампен швидко перетворився з простого поселення на процвітаюче торгове місто, став одним з найпотужніших і провідних міст північно-західної Європи.
Замулення Ейссела призвело до поступового припинення процвітання Кампена з 1430 року. Тривалий час Кампен не бажав підписувати унію і йти на економічні та політичні поступки іншим містам, як це було прийнято в Ганзейській унії. Коли Голландське графство вступило у війну з Ганзою, цій ситуації прийшов кінець: місто було змушене обрати сторону у війні. Кампен спочатку більше орієнтувався на балтійську торгівлю і торгівлю з внутрішніми районами Рейну, а тому в 1441 році формально приєднався до Ганзейського союзу. Місто мало великий вплив у Лізі; незважаючи на гучні протести з боку інших міст у нижній течії Ейссела та інших ганзейських міст, Ліга погодилася у 1448 році побудувати міст через річку. Цей проєкт був виконаний всього за п'ять місяців. За допомогою цього мосту Кампен сподівався розвинути більш тісні відносини з внутрішніми районами.

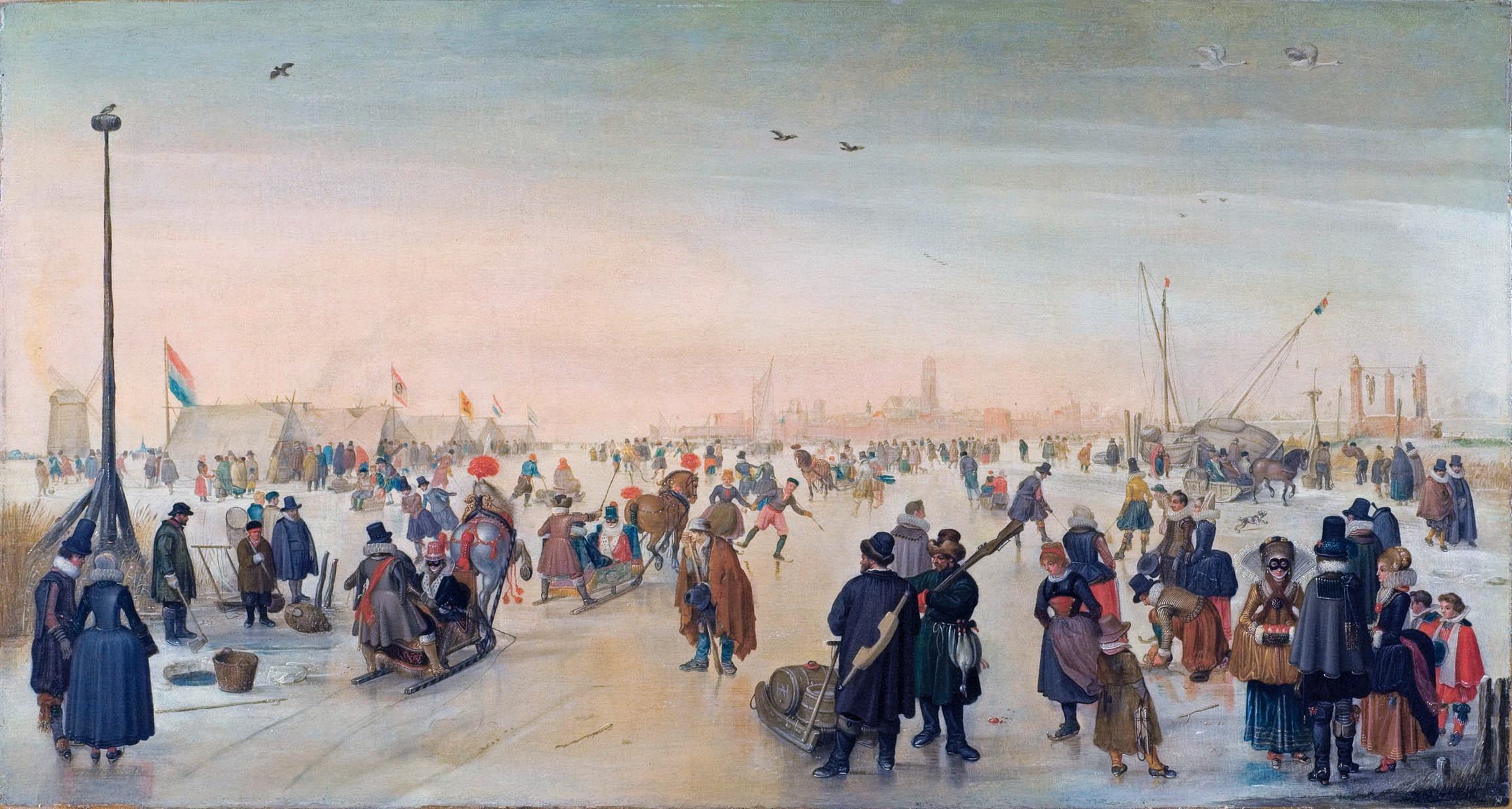
Зимовий пейзаж з фігуристами бл. 1625 р.

### Постсередньовіччя

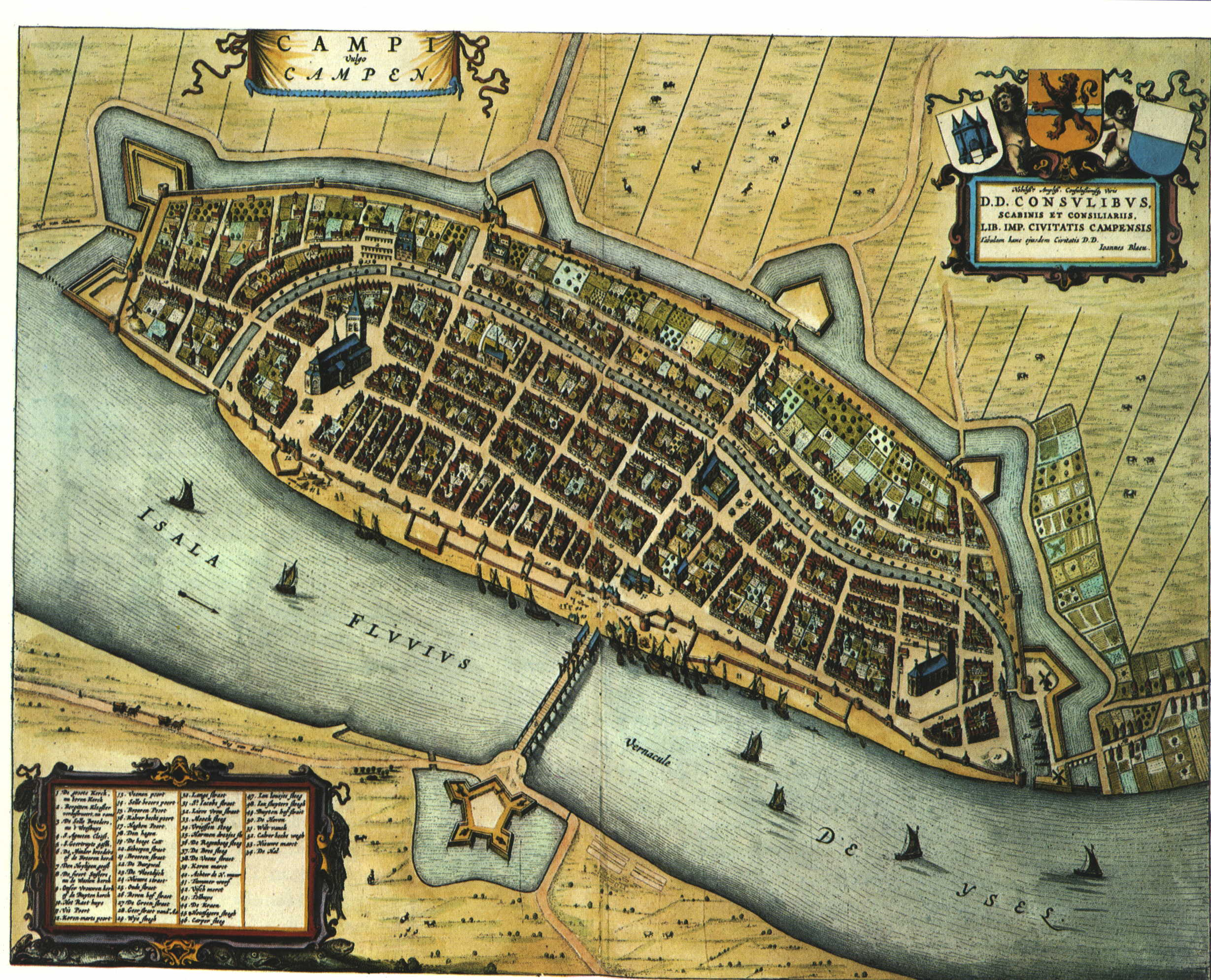
Кампен (Blaeu's Toonneel der Steden нідерландські карти міст, Віллем та Джоан Блау, 1652 рік)

11 серпня 1572 року Кампен був відвойований у іспанців Віллемом ван ден Бергом, братом Вільгельма Оранського. Після різанини у Зютфені 15 листопада місто добровільно здалося іспанцям. У 1578 році місто знову змінило власника після облоги Кампена, яку очолив Георг ван Лалаінг. Завдяки своєму праву на збільшення Ейсселдельта, Кампен був власником зростаючого Камперланду. З 1500 року острови здавалися в оренду. Орендна плата була настільки великою, що місту не потрібно було підвищувати податки.
У жовтні 1670 року Кампен першим з чотирьох голландських міст залучив капітал, випустивши тонтин
Франко-голландська війна, яку вела Республіка Об’єднаних провінцій Нідерландів проти Французького королівства, Швеції, Мюнстерського єпископства, Архієпископа Кельна та Королівства Англії, поклала остаточний кінець величезній могутності міста.
Знову Кампен став відомим лише у XIX столітті. До міста було важко дістатися з моря, оскільки навколишні болота замулилися і обміліли. Протягом попередніх століть русло річки Ейссел кілька разів розчищали, але витрати були відносно високими, і за кілька років річка знову замулювалася. Оскільки Ейссел мав тут кілька дельтоподібних гирл, основний маршрут річки кілька разів змінювався. У 19 столітті для вирішення цієї проблеми було запроваджено нову стратегію: деякі водотоки були перегороджені греблями, щоб пропустити більше води з більшою швидкістю через один або два основні шляхи. Це мало ту перевагу, що відкладалося менше піску та мулу, і в результаті русло річки «самоочищалося». Ключовою фігурою в цій історії є міський архітектор Ніколаас Пломп, який, окрім своєї роботи над нинішнім фасадом міста Кампен, також займався гідротехнічним будівництвом. У зв'язку з розвитком промисловості в 19 столітті та важливістю доріг і залізниць для економіки, на зміну транспортуванню піщаними та ґрунтовими дорогами були побудовані автомагістралі та дороги з твердим покриттям.

## Географія
Кампен входить до складу провінції Оверейсел («Над-Ейссел», тобто (переважно) вздовж/поперек річки Ейссел, з точки зору Утрехтського єпископства, до складу якого вона входила до 1528 року) у східній частині Нідерландів, розташованої між провінціями Гелдерланд, Флеволанд, Дренте та Фрисландія.
Місто Кампен розташоване в гирлі річки Ейссел. Навпроти Кампена, вздовж Есселя, розташоване місто Есселмюйден, яке є другим за величиною житловим ядром муніципалітету Кампен.
До складу муніципалітету Кампен входять ще п'ять населених пунктів: Графхорст, Херенбрук, Кампервен, Вілсум і Залк.

## Культура

### Історичні будівлі та інші визначні пам'ятки
Кампен має велику кількість старих і дуже старих будівель, включаючи залишки стародавньої міської стіни (міські ворота якої все ще стоять) і церкву Святого Миколая (Бовенкерк). Структура обнесеного стіною міста-фортеці все ще помітна на вулицях.
До значних споруд відносяться:
- Koornmarktpoort: міські ворота, розташовані біля річки Ейссель, які, ймовірно, датуються 14 століттям. У 15 столітті на зовнішніх кутах були прибудовані дві приземкуваті вежі
- Бродерпорт: прямокутні міські ворота з чотирма стрункими вежами, що датуються 1465 роком, перебудовані в ренесансному стилі в 1615 році
- Cellebroederspoort: прямокутні міські ворота, фланковані двома важкими круглими вежами, походять з 1465 року, перебудовані в 1617 році в ренесансному стилі
- Музей Стеделік Кампен: розташований у колишній ратуші Кампен, яка датується кінцем 14 століття
- Будинок Готіша: побудований близько 1500 року. Це було місце розташування Стеделейкського музею до того, як він переїхав на своє нинішнє місце в стару ратушу
- Nieuwe Toren: вежа з карильйоном, спроєктована Philips Vingboons і датована 1648—1664 роками
- Церква Святого Миколая (Бовенкерк): велика готична базиліка 14-15 століть. В інтер'єрі церкви знаходиться ранньоренесансна хорова ширма (1552 р.), кам'яна кафедра (близько 1500 р.) і монументальний орган 1670—1676 рр
- Бродекерк: церква 14 століття, яка спочатку належала францисканському монастирю
- Буйтенкерк — церква 14 століття
- Бургвалкерк — неокласична церква 19 століття
- Вітряк під назвою d'Olde Zwarver, побудований у 1842 році
- Монастирська брама 1165 року під назвою Linnenweverspoortje
- Міський зал для глядачів (Stadsgehoorzaal), датований 1891 роком
- Старовинна тютюнова фабрика De Olifant, де досі виготовляють сигари на обладнанні 19-го століття. Сигари De Olifant продаються в магазині, а також проводяться екскурсії

По всьому місту Кампен є барвисті фрески, які фактично є старою рекламою для нині неіснуючого бізнесу в Кампені. Ці фрески, які включають впливи модерну, були виконані місцевими художниками і зараз називаються «фресками середнього класу». Завдяки сучасній муніципальній політиці, скрізь, де ці фрески виявляються під старою штукатуркою, вони відновлюються до колишньої слави.
Ряд більш-менш відомих людей, які мають певний зв'язок з Кампеном, вшановані пам'ятним каменем з їхніми іменами та односкладовою характеристикою їхньої особистості або досягнень, які вмонтовані в бруківку площі Oude Raadhuisplein (раніше Koeplein), що знаходиться між старою ратушею, колишнім Поштовим відділенням та Nieuwe Toren (Ньове Торен).

### Фестивалі та події
Щорічним святом у літні місяці є День дурня (Kamper ui(t) day). Назва походить від серії народних казок, в яких жителі Кампену зображувалися дурними. Ще однією літньою подією є Фестиваль повного кольору, який організовується щорічно. Кожної третьої суботи серпня організовується захід коміксів під назвою Kamper Stripspektakel, на якому представлено понад 100 стендів.
Один раз на три роки відбувається Sail Kampen, вітрильне видовище з (старими) вітрильниками.
У вихідні перед Різдвом організовується Різдво в Oud Kampen. Працює вуличний театр, де грають уривки з відомих мюзиклів, а по місту ходять персонажі середини XIX століття.

### Спорт
Кампен є батьківщиною футбольної команди «Go Ahead Kampen» та її суперників «Dos Kampen», «KHC Kampen», «VV Kampen» та «IJVV».

## Освіта
У Кампені є два богословських університети: Теологічний університет Протестантської церкви Нідерландів (PThU) та Теологічний коледж Реформатської церкви Нідерландів (TUK).

## Міста-побратими
| - Ейлат, Ізраїль - Майнерцгаґен, Німеччина | - Зост, Німеччина - Папа, Угорщина |